# Medaglia del Principe Alberto I
La Medaglia del Principe Alberto I è stata istituita l'8 febbraio 2001 dal Principe Ranieri III di Monaco in collaborazione con l'International Association of Physical Sciences of the Ocean (IAPSO), è intitolata al Principe Alberto I ed è assegnata biennalmente per contributi significativi nelle scienze fisiche e chimiche degli oceani.

## Assegnatari
- 2001: Walter Munk[3]
- 2003: Klaus Wyrtki[4]
- 2005: Friedrich Schott[5]
- 2007: Russ Davis[6]
- 2009: Harry Bryden[7]
- 2011: Trevor McDougall[8]
- 2013: Arnold L. Gordon[9]
- 2015: Toshio Yamagata[10]
- 2017: Lynne Talley[11]
- 2019: Corinne Le Quéré[12]
- 2021: Carl Wunsch[13]